# Bourem
Bourem – miasto w Mali, w Regionie Gao. Według danych na rok 2009 liczyło 27 488 mieszkańców.